# Christian Manrique Díaz
Christian Manrique Díaz (Móstoles, Madrid, España, 2 de octubre de 1998) es un futbolista español que juega como lateral izquierdo en el Debreceni Vasutas Sport Club de la Nemzeti Bajnokság I.

## Trayectoria
Nacido en Móstoles, Manrique se formó en la cantera del Rayo Vallecano, en 2017 tras acabar su formación en el juvenil, ascendería al filial de Tercera División el 15 de junio de 2017. 
El 28 de agosto de 2017, hizo su debut con el filial en una derrota por 2-1 ante el CF Trival Valderas. El 17 de diciembre, marcó su primer gol para el equipo en una victoria por 3-0 contra el CD San Fernando de Henares.
En julio de 2018, firma con el AC Omonia Nicosia de la Primera División de Chipre, firmando un contrato por varias temporadas. El 16 de septiembre de 2018, hizo su debut para el club chipriota en una victoria por 1-0 contra Enosis Neon Paralimni FC.
El 3 de junio de 2022, firma por el Debreceni Vasutas Sport Club de la Nemzeti Bajnokság I.

## Internacional
En 2018 sería internacional con la Selección de fútbol sub-19 de España.

## Clubes
| Club                         | País    | Temporada       | Categoría                  | Partidos | Goles |
| ---------------------------- | ------- | --------------- | -------------------------- | -------- | ----- |
| Rayo Vallecano B             | España  | 2017-2018       | Tercera División           | 29       | 1     |
| AC Omonia Nicosia            | Chipre  | 2018-2022       | Primera División de Chipre | 19       | 0     |
| Debreceni Vasutas Sport Club | Hungría | 2022-Actualidad | Nemzeti Bajnokság I        |          |       |